# Sokoyoso
Sokoyoso is een bestuurslaag in het regentschap Pekalongan van de provincie Midden-Java, Indonesië. Sokoyoso telt 1113 inwoners (volkstelling 2010).